# 牛津拜占庭辭典
《牛津拜占庭辭典》（英語：The Oxford Dictionary of Byzantium，缩写：ODB）是英国牛津大學出版社出版的一部三卷历史英文辞典。其中包含5,000多篇条目，涵盖了与拜占庭帝国主题有关的综合信息。辞典由亚历山大·卡日丹主编，于1991年首次出版。其有印刷和电子版本，内容包括了拜占庭帝国主要历史事件、重要社会及宗教事件，还有杰出政治与文学人物传记，并详细描述了宗教、社会、文化、法律和政治主题。文化主题记述了音乐、神学及艺术。除此之外，其他主题还包括战争、人口统计、教育、农业、商业、科学、哲学和医学，提供了拜占庭复杂社会和先进的政治与社会结构的全面图景。

## 获得奖项
- 1991年 - Reference Reviews Awards
- 1991年 - R R Hawkins Award[3]